# Библиотека Тринити-колледжа (Дублин)
Библиотека Тринити-колледжа (англ. Library of Trinity College, ирл. Leabharlann Choláiste na Tríonóide) — академическая библиотека Тринити-колледжа и Дублинского университета. В соответствии с Законом об авторском праве и смежных правах от 2000 года, все издательства в Ирландии бесплатно предоставляют библиотечному фонду обязательный экземпляр каждого издания. Точно такое же право за книгохранилищем закреплено Законом обязательного экземпляра для библиотек от 2003 года в Великобритании; библиотека Тринити-колледжа единственное зарубежное книгохранилище, обладающее таким правом.
В библиотеке постоянно хранятся арфа Бриана Бору — национальный символ Ирландии, Келлская книга и копии Прокламации Ирландской Республики 1916 года. Келлская книга выставлена на всеобщее обозрение. Тома и страницы книги постоянно меняются. Сотрудники и студенты Дублинского университета также имеют доступ к библиотекам Таллахтской университетской больницы и Ирландской экуменической школы.

## История
Библиотека была основана вместе с Тринити-колледжем в 1592 году. В 1661 году епископ Генри Джонс подарил ей книгу из Дарроу и книгу из Келлса; последняя стала самой известной рукописью хранилища. В том же 1661 году архиепископ Джеймс Ашер оставил библиотеке своё собрание, состоявшее из нескольких тысяч печатных книг и рукописей. В 1801 году библиотеке были предоставлены права обязательного экземпляра, что сделало её единственным книжным хранилищем в Ирландии, имевшим такое право. В 1802 году в собрание хранилища поступила библиотека Фагелей — одна из крупнейших нидерландских частных библиотек с печатными книгами до 1800 года.

## Статус
В соответствии с Законом об авторском праве и смежных правах от 2000 года, библиотека Тринити-колледжа, вместе с Национальной библиотекой Ирландии и библиотеками Ирландского национального университета, Лимерикского университета и Городского университета Дублина, имеет право на бесплатный экземпляр всех произведений, опубликованных в Ирландии.
Кроме того, по Закону об обязательных экземплярах для библиотек от 2003 года, который подтверждает право от 1801 года, библиотека Тринити-колледжа, наряду с Бодлианской библиотекой Оксфордского университета, библиотекой Кембриджского университета, Национальной библиотекой Уэльса и Национальной библиотекой Шотландии, имеет право на бесплатный экземпляр всех произведений, опубликованных в Великобритании. В настоящее время многие работы принимаются в электронном виде в соответствии с правилами, вступившими в силу в апреле 2013 года.

## Здания
Библиотека занимает несколько зданий, шесть из которых находятся на территории кампуса Тринити-колледжа и одно в Тринити-центре при больнице Святого Якова в Дублине.
Старая библиотека, старейшее здание библиотеки Тринити-колледжа. Построена архитектором Томасом Бургом в 1712—1732 годах. Здесь хранятся древние рукописи, среди которых книга из Келлса и книга из Дарроу, гирлянда Хоута. Библиотека является одной из туристических достопримечательностей Дублина. В XVIII веке Тринити-колледж получил в дар арфу Бриана Бору — одну из трёх сохранившихся средневековых гэльских арф, являющихся национальными символами Ирландии. В настоящее время арфа хранится в Старой библиотеке.
Библиотека Тринити-колледжа также включает комплекс библиотек Беркли, Лекки и Ашера. Здание библиотеки Беркли на Феллоуз-сквер, спроектированное Полом Коралеком, было открыто в 1967 году и до 1978 года называлось Новой библиотекой, когда ей присвоили имя Беркли. Здание библиотеки Лекки, примыкающее к Дому искусств, было открыто в том же 1978 году. Открытие здания библиотеки Ашера с видом на Колледж-парк состоялось в 2003 году.
Другими зданиями библиотеки Тринити-колледжа являются библиотека карт Глюксмана, Отдел охраны и консервации, Научная и инженерная библиотека Гамильтона, Читальный зал 1937 года для аспирантов и Медицинская библиотека Джона Стерна при больнице Святого Якова. Часть собрания имеет ограниченный доступ и хранится в колледже и книгохранилище в Сантри, пригороде Дублина.

## Длинная комната
Длинная комната — главный зал Старой библиотеки длинной в 65 метров. Построен между 1712 и 1732 годами. В зале хранятся 200 000 уч. ед. — старейших книг библиотечного фонда. Изначально зал имел плоский потолок, книжные стеллажи только на нижнем уровне и открытую галерею. К середине XIX века его пришлось расширить. В 1860 году крышу Длинной комнаты подняли для обустройства верхней галереи.
Зал украшен мраморными бюстами, коллекция которых была сформирована четырнадцатью работами скульптора Питера Шимейкерса. Библиотечные бюсты изображают известных философов, писателей и благотворителей колледжа. Самый ценный экспонат в коллекции принадлежит писателю Джонатану Свифту и создан скульптором Луи Франсуа Рубильяком. В ноябре 2020 года руководство Тринити-колледжа объявило о добавлении к своей коллекции четырёх мраморных бюстов женщин — генетика Розалинды Франклин, математика Ады Лавлейс, драматурга Огасты Грегори и философа Мэри Уоллстонкрафт. По поводу установления в зале бюстов учёных-женщин директор библиотеки Тринити-колледжа Хелен Шентон сказала: «Как первая женщина-библиотекарь за 428-летнюю историю колледжа, я с особенной радостью поддерживаю эту инициативу по устранению исторического неравенства в Длинной комнате».
В Длинной комнате также находится одна из последних сохранившихся копий Прокламации Ирландской Республики 1916 года. Это воззвание было прочитано Патриком Пирсом возле Главного почтамта 24 апреля 1916 года. Здесь же находится арфа Тринити-колледжа, известная под названием «арфы Бриана Бору», которая датируется XV веком и является старейшей гэльской арфой в Ирландии. Музыкальный инструмент изготовлен из дуба и ивы и имеет 29 латунных струн.
В 2022 году Длинную комнату закрыли для посетителей из-за реставрационных работ стоимостью в 90 миллионов евро, из которых 25 миллионов евро было выделено правительством Ирландии. В ходе работ проводится модернизация мер экологического контроля и пожарной безопасности.

## В культуре
Архивы храма джедаев в фильме «Звездные войны. Эпизод II. Атака клонов» похожи на интерьеры Длинной комнаты библиотеки Тринити-колледжа. Это сходство привело к дискуссии, поскольку кинокомпания не запрашивала разрешение на использование изображения здания в фильме. Создатели фильма категорически отрицали, что Длинная комната послужила основой при создании ими архива храма джедаев, и руководство библиотеки Тринити-колледжа решило не подавать на кинокомпанию в суд. В сериале «Основание» Длинная комната представлена как читальный зал в имперской столице Трантор.